# Solidaritat Catalana per la Independència
|  | Aquest article tracta sobre el partit polític. Vegeu-ne altres significats a «Solidaritat Catalana (desambiguació)». |

Solidaritat per la Independència (SI), també conegut per Solidaritat Catalana per la Independència, és un partit polític que cerca la independència de Catalunya i l'assoliment d'un Estat Català. Per tal de fer-ho es presentà com a coalició a les eleccions al Parlament de Catalunya del 28 de novembre del 2010 en què obtingué 4 escons. Es tornà a presentar el 2012, però no obtengué representació.

## Introducció
La formació fou liderada el 2010 per Uriel Bertran i ha comptat amb destacats membre com Alfons López Tena, Isabel-Clara Simó, Hèctor López Bofill, Santiago Espot, Antoni Strubell i Núria Cadenes, que van ser escollits per formar-ne part en el primer i el segon congrés, respectivament. Pel que fa a l'organització interna, organitzen primàries per escollir les llistes, prenen les decisions en referèndums en línia entre tots els adherits i no tenen cap crèdit demanat a entitats bancàries.

## Ideologia
L'objectiu principal de Solidaritat és el d'aconseguir la independència de Catalunya i en un futur del conjunt dels Països Catalans. El partit ha posat especial èmfasi en el dèficit fiscal que pateix Catalunya. Amb aquests diners Solidaritat assegura que es podria acabar amb les retallades i doblar la despesa en educació, beques i R+D. A diferència de CiU o ERC, Solidaritat proposa que el català sigui l'única llengua oficial de Catalunya, garantint, això sí, un estatus especial per al castellà.
L'altre principal eix de Solidaritat és la regeneració democràtica, així demanen:
- obligació dels partits polítics de publicar els deutes que tenen amb les entitats financeres
- una baixada del sou dels diputats i la publicació d'aquests
- publicar la variació patrimonial dels càrrecs electes i els seus familiars propers
- mesures de contenció de la despesa durant la campanya electoral
- augmentar la transparència de l'administració
- un sistema electoral amb llistes obertes i desbloquejades
- una democràcia directa on els temes importants es decideixin en referèndum.

Solidaritat, però, també s'ha posicionat en altres temes: en contra del feixisme i el racisme, contra els peatges a les autopistes i a favor de la desnuclearització de Catalunya (aquest punt es va escollir en referèndum intern).

## Història

### Primers passos (estiu del 2010)
Joan Laporta, durant el seu darrer any com a president del Futbol Club Barcelona (2003-2010), havia manifestat interès a fer el salt a la política. El seu missatge polític és independentista (als anys 90 del segle XX havia estat al Partit per la Independència), i per això advocava per liderar un moviment polític que treballés per la independència de Catalunya.
Entre l'hivern del 2009 i la primavera del 2010 Laporta es va acostar a Reagrupament, però les discrepàncies a l'hora de confeccionar les candidatures van fer que, finalment, Laporta creés la seva pròpia formació política, Democràcia Catalana. Durant l'estiu del 2010 Laporta va aliar-se amb Alfons López Tena i Uriel Bertran. Des del 2007 el primer havia treballat des del Cercle d'Estudis Sobiranistes, i el segon fou promotor d'Esquerra Independentista, un corrent d'opinió d'Esquerra Republicana de Catalunya, i el curs 2009-2010 tots dos van treballar en les consultes sobiranistes que es van fer a molts municipis catalans, i en la presentació d'una Iniciativa Popular (IP) primer i una Iniciativa Legislativa Popular (ILP) al Parlament de Catalunya en les quals proposaven que la Generalitat fes els passos adients per poder fer un referèndum d'independència a Catalunya. A l'efecte de totes aquestes activitats van crear Solidaritat Catalana per la Independència.
El moviment va ésser presentat mitjançant una conferència de premsa el 20 de juliol del 2010 per part de Laporta, López Tena i Bertran. En aquella presentació van fer una crida a les diverses formacions polítiques amb representació parlamentària partidàries de la independència de Catalunya perquè formessin una coalició. Immediatament formacions com CiU o ERC van declinar la invitació, i per això Solidaritat Catalana va optar per presentar candidatura pròpia.
El 23 de juliol del 2010 es va fer un segon acte públic de presentació. L'escriptora Isabel-Clara Simó va llegir la Crida a la Solidaritat Catalana per la Independència a la plaça del Rei de Barcelona, acompanyada dels impulsors i també d'alguns dels adherits a la crida.
A final de juliol del 2010 Alfons López Tena va abandonar Convergència Democràtica de Catalunya i Uriel Bertran va abandonar Esquerra Republicana de Catalunya, partits on fins llavors militaven, respectivament. L'11 d'agost del 2010 Hèctor López Bofill, professor de dret constitucional i col·laborador d'Alfons López Tena al Cercle d'Estudis Sobiranistes i d'Uriel Bertran, també va abandonar ERC per passar-se a Solidaritat Catalana.
Durant l'agost del 2010 es van anar creant els comitès electorals locals i comarcals, per tal d'encarar la campanya electoral. El primer gran acte polític de la nova coalició va ser el que es va fer a Taradell el 31 d'agost, on més de 400 persones varen omplir el centre cultural Can Costa i Font.

### Eleccions primàries (agost-setembre del 2010)
El 4 de setembre del 2010 van fer-se les primàries per proclamar els 135 candidats de Solidaritat Catalana per a les eleccions al Parlament de Catalunya de la tardor del 2010. Durant el mes d'agost es van confeccionar les candidatures. Cadascuna de les quatre circumscripcions electorals del Principat (Barcelona, Girona, Lleida i Tarragona) comptava amb candidatures pròpies. En total van presentar-se 249 candidatures, tant en individuals com en equip.
Els comicis van tenir lloc en sis col·legis electorals situats arreu del territori (Barcelona, Girona, Lleida, La Seu d'Urgell, Tarragona i Tortosa). Tanmateix, la confecció final de les llistes es feia d'acord amb les circumscripcions electorals. Així, els adherits només podien votar aquelles candidatures que es presentaven a llur circumscripció.
Els resultats i els caps de llista escollits van ésser els següents:
| Circumscripció | Total adherits | Total votants | % de participació | Cap de llista          |
| -------------- | -------------- | ------------- | ----------------- | ---------------------- |
| Barcelona      | 4.701          | 2.421         | 51,5%             | Joan Laporta           |
| Girona         | 616            | 297           | 48,2%             | Antoni Strubell        |
| Lleida         | 362            | 168           | 46,4%             | Francesc Xavier Segura |
| Tarragona      | 511            | 257           | 50,3%             | Hèctor López Bofill    |
| Catalunya      | 6.190          | 3.143         | 50,8%             |                        |

Així, Joan Laporta era elegit com a cap de llista per Barcelona, amb Alfons López Tena i Uriel Bertran com a números dos i tres; Hèctor López Bofill com a cap de llista per Tarragona; Francesc Xavier Segura com a cap de llista per Lleida i l'escriptor Antoni Strubell com a cap de llista per Girona.

### Eleccions al Parlament de Catalunya de 2010

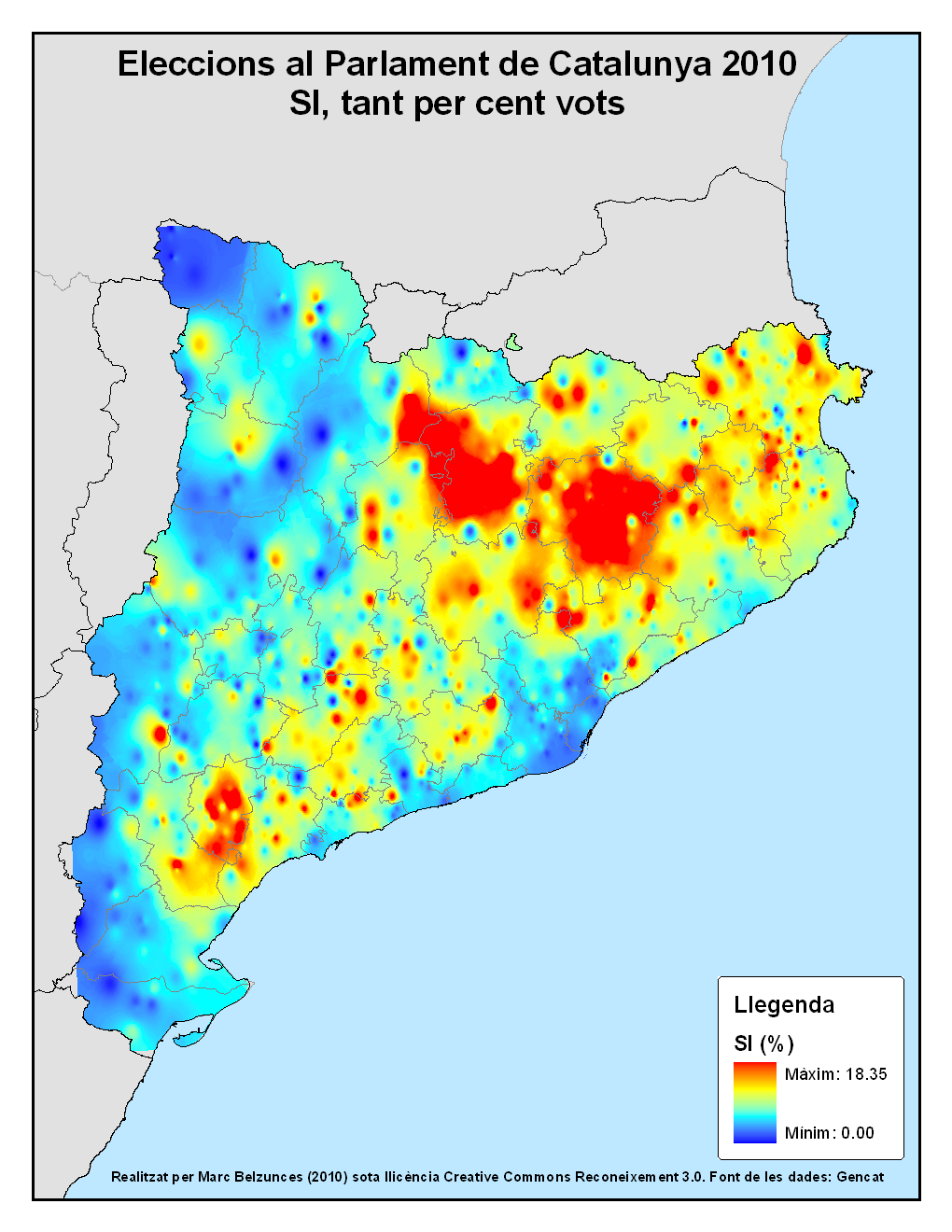
Suport en tant per cent de SI a les eleccions catalanes del 2010. En vermell les zones de major suport, en blau on el suport és menor.

El 24 d'octubre del 2010 es va fer a Barcelona la Primera Convenció, oberta a tots els membres de Solidaritat Catalana per la Independència, on es va aprovar el manifest polític. Aquest document va donar cos programàtic al projecte polític.
El 28 de novembre del 2010 es van fer les eleccions al Parlament de Catalunya, i SCI va obtenir 4 diputats, amb 102.921 vots (un 3,29% dels vots emesos). Aquests diputats foren Joan Laporta, Alfons López Tena i Uriel Bertran per Barcelona i Antoni Strubell per Girona. Els resultats foren els següents:
| Circumscripció | Vots    | Percentatge | Diputats |
| -------------- | ------- | ----------- | -------- |
| Barcelona      | 72.693  | 3,10%       | 3        |
| Girona         | 13.889  | 4,75%       | 1        |
| Lleida         | 5.758   | 3,10%       | 0        |
| Tarragona      | 10.581  | 3,41%       | 0        |
| Catalunya      | 102.921 | 3,29%       | 4        |

Es va donar la curiosa situació que SI va haver de compartir, al Parlament, el grup mixt amb Ciutadans-Partido de la Ciudadanía, un partit polític contrari al catalanisme i la independència que aconseguí 3 escons.
El març del 2011 i arran de les disputes sobre si Solidaritat s'havia de presentar en coalició amb ERC i Reagrupament a Barcelona a les eleccions municipals d'aquell any, Joan Laporta i el partit Democràcia Catalana van decidir abandonar la coalició. Laporta no va abandonar, però, la seva acta de diputat de manera que va passar a ser un diputat no adscrit i Solidaritat va esdevenir el partit amb menys força del Parlament, ja que passava a tenir els mateixos diputats que Ciutadans, que havia aconseguit més vots.

### Suports

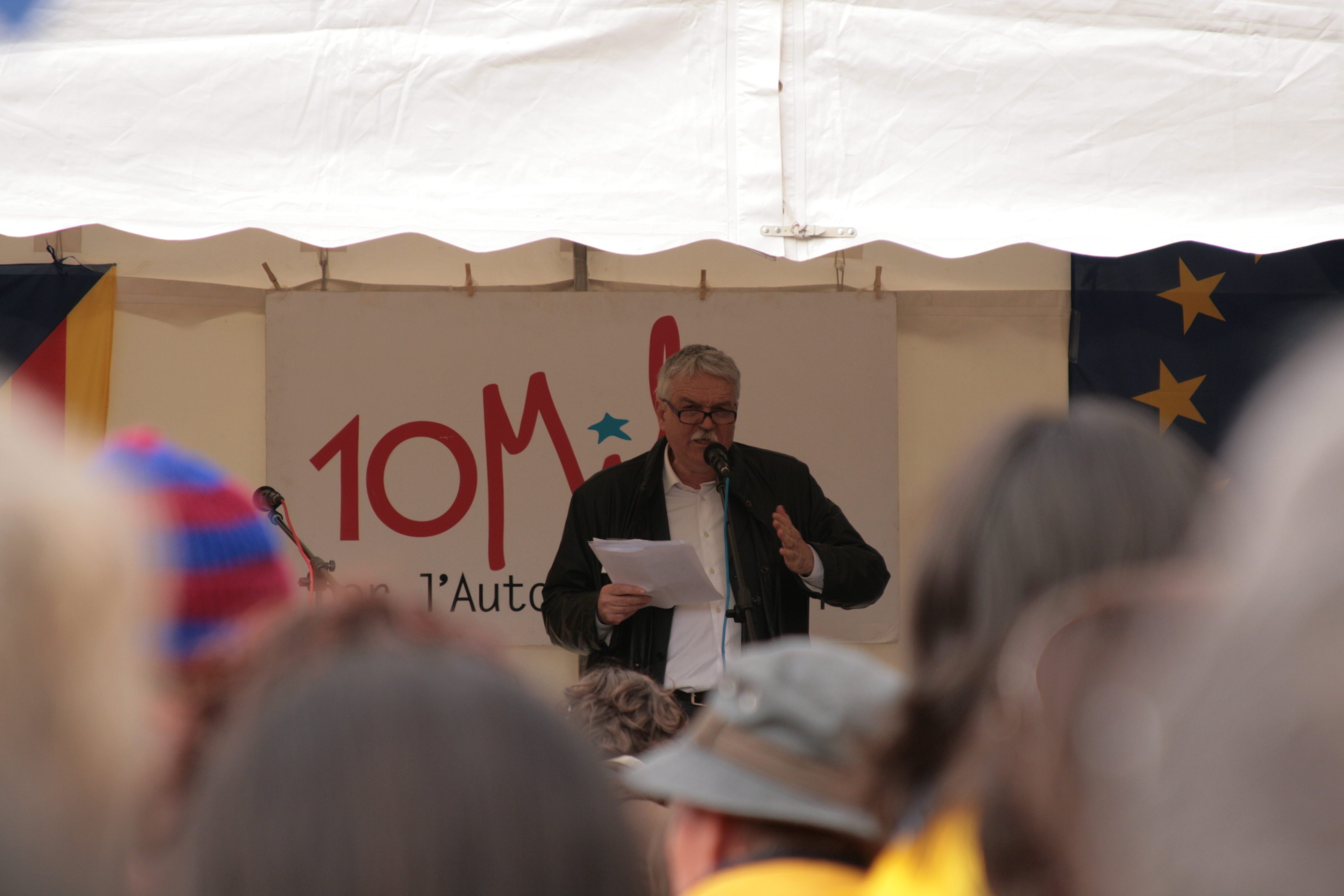
Antoni Strubell, cap de llista per Girona de Solidaritat Catalana, a Brussel·les l'any 2009

El 23 de juliol del 2010, pocs dies després d'haver-se presentat, el moviment tenia més de 13.000 adherits.
Entre les personalitats adherides o que van donar suport a Solidaritat Catalana per la Independència hi ha intel·lectuals com Patrícia Gabancho, Víctor Alexandre o Enric Vila, el professor de dret constitucional Hèctor López Bofill, els escriptors Isabel-Clara Simó i Miquel de Palol, els lingüistes Joan Solà (DEP) i Miquel Strubell, el matemàtic Josep Guia, l'advocat Antoni Abad, els economistes Arcadi Oliveres i Xavier Sala i Martin, els periodistes Núria Cadenes i Vicent Partal, l'actor Joel Joan, l'historiador Antoni Strubell, l'exconseller i exrector de la UAB Carles Solà el teòleg i capellà Josep Dalmau i el doctor Moisès Broggi, tot i que aquest darrer amb l'esperança que Solidaritat s'ajuntés a altres formacions polítiques independentistes.
Altres persones provinents de diverses formacions polítiques també s'hi van adherir. Provinents d'ERC hi ha Jaume Renyer. Provinents de CiU hi ha Joan Sala (exregidor de Sant Feliu de Guíxols), Laia Escarrà i Carles Pagès. Alguns càrrecs electes també van donar suport a la crida. És el cas de l'alcalde Jordi Fàbrega (batlle de Sant Pere de Torelló per l'Entesa pel Progrés Municipal) i Robert Ara (regidor de Sant Fruitós de Bages). A banda dels suports individuals, la crida va rebre l'adhesió de l'associació d'empresaris Cercle Català de Negocis, presidida per Ramon Carner.

### Aliances preelectorals
El 31 d'agost del 2010 el Partit Republicà Català i el partit Els Verds - Alternativa Verda van decidir coalitzar-se amb Solidaritat Catalana.
En aquesta línia, en un principi Joan Carretero, president de l'associació Reagrupament, es va mostrar predisposat a unir-se a Solidaritat Catalana. Amb tot, les diferències en la confecció de les candidatures va dificultar l'entesa entre ambdues formacions. A principis d'agost del 2010, per tal de desencallar les negociacions, Laporta, López Tena i Bertran van fer una oferta d'unitat a Reagrupament, convidant els reagrupats Joan Carretero i Jaume Fernàndez a presentar-se a les primàries de Solidaritat a Girona i Lleida respectivament, mentre que Laporta, López Tena i Bertran es comprometien a demanar el vot dels adherits a Solidaritat d'aquestes circumscripcions per a Carretero i Fernández. Finalment, però, el 30 d'agost, després d'haver-se reunit la nit anterior, ambdues formacions van emetre un comunicat conjunt en què afirmaven que es presentarien a les eleccions per separat, encara que amb una estratègia paral·lela confluent, amb l'objectiu comú de treballar per la independència de Catalunya i l'assoliment d'un Estat propi en el si de la Unió Europea.
Malgrat tot, entre finals de juliol i l'agost del 2010 diverses agrupacions locals i comarcals de Reagrupament (Barcelonès, Baix Camp, Alt Camp, Berguedà, Alt Urgell, Montsià, Baix Ebre) van abandonar en bloc o gairebé Reagrupament, tot criticant la manera de fer del seu líder, i es passaven a Solidaritat Catalana per la Independència.

### La coalició
Per a les eleccions al Parlament de Catalunya del 2010 aquest moviment polític es presentà com a coalició. Està formada pels partits que havien iniciat el procés, Democràcia Catalana i Solidaritat per la Independència, i els partits que s'hi han afegit posteriorment, el Partit Republicà Català, Els Verds - Alternativa Verda i Catalunya Nació Independència. A principis de novembre de 2010 la coalició va arribar també a un principi d'acord amb el Partit Socialista d'Alliberament Nacional.

### Eleccions municipals de 2011
Solidaritat Catalana es presentà a diversos municipis (sobretot grans) en les eleccions municipals del 22 de maig del 2011. En alguns com Barcelona es presentà en solitari, en d'altres es presentà en coalició amb Reagrupament o altres partits independentistes.
El cas de Barcelona va ser força particular. En ser la capital i la ciutat més poblada, la decisió de presentar-se en solitari va tenir especial transcendència i va provocar la marxa del partit Democràcia Catalana, encapçalat per Joan Laporta. D'altra banda, l'associació Catalunya Acció es va sumar a Solidaritat Catalana i el seu líder, Santiago Espot, va guanyar les eleccions primàries a aquella ciutat.
| Candidats a alcaldable de Barcelona | Vots | Percentatge |
| ----------------------------------- | ---- | ----------- |
| Santiago Espot                      | 77   | 41%         |
| Santiago Vilanova                   | 68   | 36%         |
| Carmentxu López                     | 26   | 14%         |
| Josep Maria Vaqué                   | 15   | 8%          |
| Blanc                               | 4    | 2%          |

Solidaritat defensava que no s'havia arribat a un acord perquè Esquerra volia sumar els vots de la coalició com a propis en l'elecció de Consells Comarcals i Diputacions; el mateix es va dir des de diverses coordinadores de Solidaritat, com la de Girona o Tiana.
Finalment, Solidaritat va obtenir quasi 32.000 vots, un 1,11% del total de Catalunya i 48 regidors. La coalició aconseguí fins i tot la batllia d'una població, Gallifa (Vallès Occidental), després d'haver-hi obtingut la majoria absoluta. Jordi Fornas fou el batlle d'aquest municipi fins que una moció de censura presentada per CiU (aprofitant que SI havia quedat en minoria a causa d'un trànsfuga) li feu perdre el càrrec el 30 de març del 2013.

### Eleccions generals de 2011
El 25 de maig de 2011 el web de Solidaritat va obrir la secció Espai democràcia des d'on els militants podien participar en referèndums sobre qüestions del partit. Solidaritat va fer un referèndum intern a través de l'Espai Democràcia per decidir si s'havien de presentar, i de quina forma, a les eleccions generals de 2011. De les quatre opcions proposades, va guanyar presentar-se en una coalició independentista i en cas de no ser possible, no presentar-se, amb més del 55% dels vots. Finalment l'acord amb Esquerra no va ser possible de manera que Solidaritat no va concórrer a les eleccions.

### Legislatura al Parlament de Catalunya
Els diputats de SI van renunciar a alguns privilegis, com els cotxes oficials i els teletac que se'ls assignen gratuïtament per ser diputats, a part de donar una part del sou al partit.
SI es va convertir en el partit que més proposicions de llei va presentar aquella legislatura. Algunes de les més destacades foren:
- El 29 de desembre de 2010 una proposició de llei de dació en pagament dels habitatges hipotecats. D'aquesta manera, si una família no pogués fer front al pagament d'una hipoteca, n'hi hauria prou amb la devolució de l'habitatge per saldar el deute. Els vots en contra de CiU, PSC i PP[73] van impedir que prosperés aquesta proposició de llei.
- El 2 de febrer de 2011, la proposició de llei d'independència. Fou la llei estrella que el partit va promoure durant la campanya electoral i consistia a elaborar un full de ruta del Parlament per negociar amb la comunitat internacional com hauria de ser el procés d'independència de Catalunya.[74] L'11 d'abril militants i simpatitzants del partit, liderats pels seus tres diputats, van decidir acampar davant el Parlament de Catalunya perquè la cambra admetés a tràmit la proposició de llei d'independència.[75] La Guàrdia Urbana va desallotjar-los durant la nit, tot i que l'endemà van tornar a aplegar gent per a repetir l'acampada.[75] La proposició va ser rebutjada per una esmena a la totalitat dels grups del PSC, el PP i C's i l'abstenció de CiU i ICV-EUiA. Artur Mas no va assistir al debat.[76]
- El 21 d'abril de 2011 una proposició de llei per anul·lar una subvenció a l'empresa energètica Endesa del 30 de novembre de 2010. Solidaritat va denunciar que la suposada subvenció, d'uns 6 milions d'euros, atorgada pel Tripartit, tenia l'objectiu de compensar la multa contra aquesta empresa per deixar sense subministrament elèctric centenars de milers d'abonats a les comarques del nor-est després de la nevada del 2010.[77] La proposició de llei no va ser admesa a tràmit per la mesa del Parlament, en què CiU hi tenia majoria absoluta.[78]
- El 7 de setembre de 2011 Solidaritat va presentar la ILP Salvar l'ensenyament en català per a blindar la immersió lingüística en català després que el TSJC digués que el castellà s'havia d'introduir com a llengua vehicular a l'escola al costat del català[79] i el 20 de setembre una proposició de llei en el mateix sentit.

#### Campanya #novullpagar

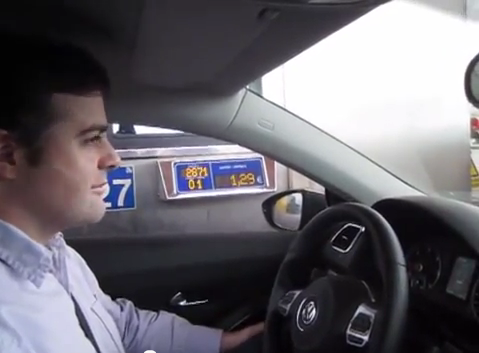
Uriel Bertran participant en la campanya #novullpagar.

El 19 d'abril de 2012 Uriel Bertran fou el primer diputat a penjar un vídeo a la xarxa mostrant que no havia pagat i tots els diputats de Solidaritat van retornar el teletac que tenien pel fet de ser diputats, convidant als diputats de les altres formacions que també ho fessin, malgrat que cap no ho va fer.
L'actitud del govern català envers la campanya #novullpagar va fer que Solidaritat denunciés al Parlament que CiU (i la resta de partits parlamentaris) tenia un deute de més de 20 milions d'euros amb La Caixa, principal accionista d'Abertis, i que això condicionava la seva manera de governar:
| «                                                               | […] no tindran el nostre suport, en absolut. Vagin vostès al Congrés de Diputats i d'aquí a dotze anys expliquin que era molt difícil perquè la situació... perquè no sé què... i mentrestant sí que vagin fent l'altra cosa, que és anar a la propietària d'Abertis, a la Caixa, a efectes de demanar condonacions de crèdits, condonacions d'interessos, tractes de favor, de "col·locar" exconsellers de la Generalitat [...] | » |
| — Alfons López Tena, Parlament de Catalunya - 9 de maig de 2012 | |   |

### Joves per la Independència
Joves per la Independència va ser una organització juvenil de Solidaritat Catalana per la Independència. Tenia com a objectiu difondre el missatge independentista entre jovent català per tal de treballar per la independència de Catalunya i dels Països Catalans. L'entitat es va constituir el 3 de setembre de 2011 en el marc del seu I Congrés Nacional, en aquest congrés s'aprovaren els Estatuts de l'organització i la seva Ponència Política, i també es va elegir per sufragi directe el seu Consell de Garanties i la seva Coordinadora Nacional.

### Eleccions al Parlament de Catalunya de 2012
Solidaritat Catalana per la Independència es va tornar a presentar a les eleccions al Parlament de Catalunya de 2012, on va obtenir 42.821 vots, insuficients per obtenir cap escó en cap de les quatre circumscripcions.
En el segon congrés de la coalició, celebrat a Vic el 26 de gener de 2013, Núria Cadenes fou escollida nova presidenta, Uriel Bertran secretari general i Alfons López Tena, que continuà a l'executiva deixà de ser-ne el portaveu.

### Eleccions de 2015
A les eleccions municipals de 2015 inclòs els resultats en coalicions, va obtenir 11.237 vots i 24 regidors. De cara les eleccions al Parlament de Catalunya de 2015, va donar suport a la coalició independentista Junts pel Sí. El seu tercer congrés es va celebrar a Barcelona el 5 de març de 2016 amb el relleu de la majoria de càrrecs, tret del manteniment d'Uriel Bertran com a secretari d'anàlisi estratègica.

### 2019-present
El 26 d’octubre de 2019 es va celebrar el IV Congrés Nacional de Solidaritat Catalana per la Independència (SI) en el que es van tractar diferents punts, en els quals hi havia la nova ponència política en la que es va subratllar una vegada més que l’acord amb Espanya és impossible, ja que es parteix d’una anàlisi històrica de la mentalitat de l'estat espanyol, que és militar i que veu en la negociació una derrota. En va sortir escollida una nova Executiva Nacional, encapçalada pel Portaveu i Secretari general i de territori Roger San Millán, que aposta per la independència unilateral dels Països Catalans com a desllorigador del conflicte que durant segles sotmet a Catalunya. Les 6 noves secretaries són:
• Secretaria general i de territori
• Secretaria d'organització, jurídico-financera i de política municipal
• Secretaria de relacions institucionals i internacionals
• Secretaria de formació, estudis, programes, anàlisi i estratègia
• Secretaria de mobilització i accions exteriors
• Secretaria de comunicació i atenció als adherits
Els adherits de Solidaritat Catalana per la Independència van aprovar incorporar-se al Consell de Govern del Consell per la República el setembre de 2020. El desembre del mateix any van fer unes eleccions primàries obertes per escollir els candidats a les eleccions del 14 de febrer de 2021 al Parlament de Catalunya per tal que la ciutadania pogués votar una opció independentista clarament rupturista i no disposada a col·laborar amb l’autonomisme. Finalment però, en veure el gir polític de Junts per Catalunya de cara a aquestes eleccions, van preguntar a la militància en referència a presentar-se als comicis conjuntament amb Junts per Catalunya i Demòcrates de Catalunya, entre d'altres. Els adherits ho van aprovar, amb més del 92% dels vots a favor, ja que entenien que s'havia de combatre a l'Estat de forma coordinada i unida i veient que, per primera vegada, hi havia una llista amb opcions reals de guanyar i que podia fer-ho amb un programa electoral clarament unilateralista amb la intenció d'activar la Declaració d'Independència. El seu Portaveu i Secretari general i de territori Roger San Millán figurà a la llista electoral de Barcelona en el lloc número 47.
En febrer de 2024 va impulsar una Iniciativa legislativa popular perquè el Parlament aprovi una declaració unilateral d'independència, que es va tramitar amb els vots a favor de Junts i la CUP, i el govern espanyol hi va presentar recurs, i la seva tramitació fou suspesa en abril de 2024 pel Tribunal Constitucional d'Espanya per un recurs presentat pel govern espanyol. El març de 2024 va decidir presentar-se no a les Eleccions al Parlament de Catalunya de 2024. però no va aconseguir els avals necessaris.

## Resultats electorals

### Eleccions al Parlament
| Any  | Vots                                                              | %                                                                 | Escons                                                            | +/-                                                               | Govern                                                            |
| ---- | ----------------------------------------------------------------- | ----------------------------------------------------------------- | ----------------------------------------------------------------- | ----------------------------------------------------------------- | ----------------------------------------------------------------- |
| 2010 | 102.921                                                           | 3,29                                                              | 4 / 135                                                           | Nou                                                               | Oposició                                                          |
| 2012 | 46.608                                                            | 1,29                                                              | 0 / 135                                                           | 4                                                                 | Extraparlamentari                                                 |
| 2015 | Suport a JxSí                                                     | Suport a JxSí                                                     | 0 / 135                                                           | =                                                                 | Extraparlamentari                                                 |
| 2017 | Demana el vot per JxCat-ERC-CUP                                   | Demana el vot per JxCat-ERC-CUP                                   | 0 / 135                                                           | =                                                                 | Extraparlamentari                                                 |
| 2021 | Dins de Junts                                                     | Dins de Junts                                                     | 0 / 135                                                           | =                                                                 | Extraparlamentari                                                 |
| 2024 | No reuneix els avals necessaris per presentar-se a les eleccions. | No reuneix els avals necessaris per presentar-se a les eleccions. | No reuneix els avals necessaris per presentar-se a les eleccions. | No reuneix els avals necessaris per presentar-se a les eleccions. | No reuneix els avals necessaris per presentar-se a les eleccions. |

### Municipals
| Any  | Vots              | %                 | Escons     | +/- | Notes  |
| ---- | ----------------- | ----------------- | ---------- | --- | ------ |
| 2011 | 31.793            | 1.16              | 47 / 9.137 | Nou |        |
| 2015 | 3.273             | 0.11              | 10 / 9.077 | 37  |        |
| 2019 | Dins de Primàries | Dins de Primàries | 26 / 8.510 | 16  |        |
| 2023 | 902               | 0.1               | 5 / 8.510  | 21  | [ 99 ] |

### Eleccions a les Corts Generals
| Any       | Vots                | %                   | Escons  | +/- | Govern |
| --------- | ------------------- | ------------------- | ------- | --- | ------ |
| 2016      | No hi participa     | No hi participa     | 0 / 350 | -   |        |
| 2019 (I)  | Demanen l'abstenció | Demanen l'abstenció | 0 / 350 | -   |        |
| 2019 (II) | Mantenen posició    | Mantenen posició    | 0 / 350 | -   |        |
| 2023      | Demanen l'abstenció | Demanen l'abstenció | 0 / 350 | -   |        |